# Димитър Даскалов (художник)
Димитър Попов Даскалов е български живописец, график и изкуствовед.

## Биография
Димитър Даскалов е роден на 26 октомври 1874 г. в с. Върбица, Преславско. Завършва Държавното рисувално училище в София сред първите възпитаници (1903), преподават му Иван Мърквичка и Антон Митов.
През септември 1903 г. е един от основателите на дружество „Съвременно изкуство“ и участва в първата обща изложба на дружеството през същата година.
В периода 1908 – 1913 г. е художник в Народния музей в София, преименуван на Народен археологически музей. Същевременно работи и в Държавното рисувално училище, където от 1909 до 1911 г. преподава стилознание.
Рисува предимно портрети и композиции. Сред по-известните му портрети са „Старец“ (1900), „Селска жена“ (1900), портрети на Цено Тодоров (1900), Васил Кирков (1902), Вера Игнатиева (1902), Господин Желязков (1903), Христо Данов (1906), Евлоги Георгиев (1906), Иван Попов (1910) и др. Сред по-известните му графични творби са „Край Одрин“, „Св. София“, „Цариград“, „Дворецът Долма бахча“ (1912).
Първите му изкуствоведски обзори са печатани в сп. „Ново време“, издавано от Димитър Благоев. Сътрудничи с рецензии, студия и критики на периодичния печат – сп. „Съвременна мисъл“ (1910 – 1920), в-к „Камбана“ (1907 – 1935), в-к „Дневник“ (1902 – 1944). Един от първите изкуствоведи у нас. Разработва методика за преподаване на рисуване в гимназиите, въвежда рисуването от натура в Държавно рисувално училище, ръководи художник-занаятчийски курсове. Автор е на трудовете: „Рисуването в нашите средни училища“ 1906 г., (за което получава златен медал на Балканското изложение в Лондон (1907), „Влияние на изкуството върху занаятите“ (1907 г.), „История на изкуството. Част I. Древният изток, Египет, Асиро-Вавилония, Персия, Финикия“ (1910).
Член на Софийското археологическо дружество. Пише „Скити и сармати – прадеди на славяни и българи. Историко-археологическа студия“ 1912 г и после го развива в „Българите потомци на царствените скити и сармати“ 1913 г.
Умира в София през 1914 г.